# Константинув (Паєнчанський повіт)
Константинув (пол. Konstantynów) — село в Польщі, у гміні Нова Бжезниця Паєнчанського повіту Лодзинського воєводства.
Населення — 189 осіб (2011).
У 1975—1998 роках село належало до Ченстоховського воєводства.

## Демографія
Демографічна структура станом на 31 березня 2011 року:
|          | Загалом | Допрацездатний вік | Працездатний вік | Постпрацездатний вік |
| -------- | ------- | ------------------ | ---------------- | -------------------- |
| Чоловіки | 88      | 14                 | 64               | 10                   |
| Жінки    | 101     | 20                 | 60               | 21                   |
| Разом    | 189     | 34                 | 124              | 31                   |